# 圣座房地产
圣座房地产指的是由1929年聖座與意大利签订《拉特朗条约》後，聖座在義大利境內所拥有的地产。这些地产以羅馬市內的教堂為主，且多數如同大使馆一样拥有治外法权地位。

## 梵蒂冈城外，罗马城内

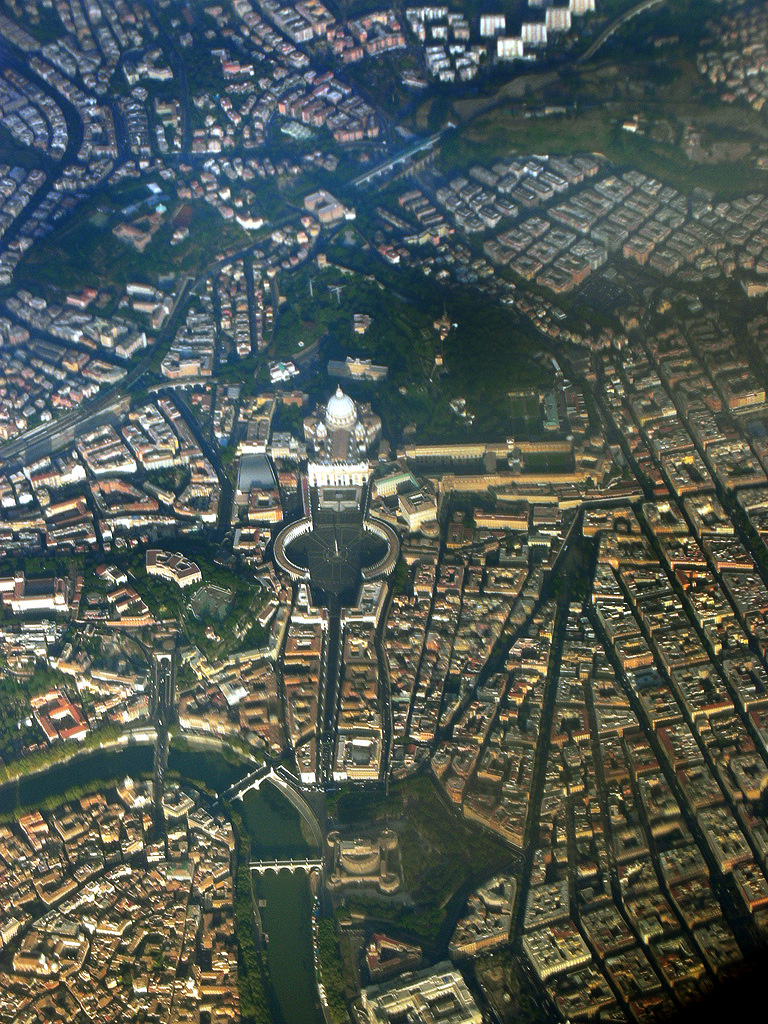
從空中俯瞰梵蒂岡城、以及羅馬的博爾戈區。圖中白色拱頂建築為聖伯多祿大殿，往下依序為聖伯多祿廣場、庇護十二世廣場、協和大道、聖天使城堡。

### 世界文化遺產
1990年，15處位於羅馬市內享受治外法權的聖座建築物，由聯合國教科文組織登錄為世界文化遺產，依序如下：
- 拉特朗圣若望大殿
- 圣阶
- 圣母大殿
- 圣嘉禮宫（英语：Palazzo San Callisto）：宗座一心委员会（英语：Pontifical Council Cor Unum）所在地
- 聖艾智德堂
- 文书院宫，位于维托里奥·埃马努埃莱二世大街与鲜花广场之间
- 传信部宫，位于西班牙广场
- 维卡里亚托宫，又稱馬菲·馬勒斯蔻替宮（英语：Palace of Maffei Marescotti）或德拉皮尼亞宮（義大利語：Palazzo della Pigna），在耶稣教堂附近
- 东方教会部宫，原勸化信仰大樓（英语：Palazzo dei Convertendi），位于协和大道
- 北普羅匹理宮（義大利語：Palazzo detto dei Propilei (nord)）
- 南普羅匹理宮（義大利語：Palazzo detto dei Propilei (sud)）
- 皮奧宮（英语：Palazzo Orsini Pio Righetti）
- 贾尼科洛山上的一些建筑，包括宗座传信大学，宗座北美学院（英语：Pontifical North American College）和版比诺耶稣医院（英语：Bambino Gesù Hospital）
- 信理部宫（英语：Palace of the Holy Office）
- 城外圣保禄大殿，包括修道院

### 其他
- 拉特朗宫，宗座拉特朗大学及附近建筑
- 圣徒教堂旁的圣徒宫殿
- 卡蒂纳利圣嘉祿教堂（英语：San Carlo ai Catinari）旁的宫殿
- 贝拉明学院，在圣依纳爵堂附近
- 考古学院，宗座东方学院（英语：Pontifical Oriental Institute），伦巴第学院（英语：Pontifical Lombard Seminary）和俄罗斯学院（英语：Collegium Russicum），位于圣母广场
- 两座圣亚坡理纳宫殿
- 圣若望-保祿神职人员避靜院，位于西里欧山
- 条顿墓園（英语：Teutonic Cemetery）
- 保禄六世大厅的大部份

## 罗马城外
- 位于甘多尔福堡的宗座宫殿，巴贝里尼别墅和锡伯别墅（约55公顷）
- 圣玛利亚加勒里亚，梵蒂冈广播电台所在地。20世纪50年代由意大利捐赠

两块土地的面积都比大多數聖座機構所在的梵蒂岡城國還要大。

## 归圣座管辖，但无治外法权
- 圣屋圣殿，位于洛雷托
- 圣方济各圣殿，位于阿西西
- 圣安东尼圣殿，位于帕多瓦